# Eurycentrus erythrogaster
Eurycentrus erythrogaster är en stekelart som beskrevs av Cameron 1907. Eurycentrus erythrogaster ingår i släktet Eurycentrus och familjen bredlårsteklar. Inga underarter finns listade i Catalogue of Life.